# 風土
風土（ふうど、古くは「ふど」）は、主にある土地の気候・気象・地形・地質・景色（景観）などの総称という概念で使われる用語。英語ではclimateなどが当てられるが、climateも日本語で言う「気候」という意味だけでなく、「風土」、「地方」という意味ももつ。climateの語源は古代ギリシア語で「傾き」という意味で、太陽光の傾きが場所によって異なることから、気候という意味が生まれた。また気候が変わると土地柄なども変化することから、「風土」という概念も生まれた。しかし、『風土』という概念を考える場合、単なる自然現象の他に人間存在や歴史的・文化的な背景も考慮しなければならない事も多い。

## 語源
「風土」という単語は古代中国発祥の用語で元来は季節の循環に対応する土地の生命力を意味した。天からの光や熱、雨水などは土地毎で異なるので土地の生命力には差が生じる。この異なる生命力のもとでは、大元は同じ人間の性も様々な育まれ方をすることから、やがて「風土」という言葉には場所ごとに異なる地域差を意味するようになっていった。 2世紀になると『風土記』と称した中国各地を記した地誌書がみられるようになった。その後、この用語や考えは日本にも移入され、奈良時代である和銅6年（713年）には中央政府から諸国の国司に各地の『風土記』（ふどき）の編纂を命じた例は日本の歴史の中では知られているものである。

## 日本の風土論
日本では熱帯的気候と寒帯的気候が共存し、四季の明確な変化、多くの島からなる国土など様々な景観や気候変動をみせる風土から古来より風土観が育まれ、風土は日本人の生活様式や思考様式を探る原点のひとつとして考えられてきた。その風土観は時代によって異なり、古代では自然と人間の未分離のアニミズム的自然観などが見られていたが、中世に入ると仏教に見られる無常観が風土観にも見られるようになり、自然とは「はかないもの」という認識が広まった。近世に入ると封建制社会に中国の儒教的な自然観が加わったのと同時に、各地域の風土性と人間の特質に関する考察が見られるようになった。この時期の風土論として『人国記』（元禄14年（1701年））や『日本水土考』（元禄13年（1700年））などがあり、これらは日本の自然と住民の特質を論じたものである。その後、蘭学の勃興など西洋の考えが風土観にも広がった。明治時代になると風土論を扱った書として内村鑑三の『地人論』（1894年）、志賀重昂の『日本風景論』（1894年）などが生み出された。

## 西洋の風土論
西洋では古来より住民と自然との関係が論じられてきた。古くはギリシアのイオニア学派の人々が、神話的世界観からの脱却し、土と水と空気と火の四つの要素で自然を捉えなおし、それと人間社会や民族性などを論じた。こうした議論の中でヒポクラテスは『空気・水・場所について』で温暖な地域の住民の特質と寒冷な地域の住民の特質とさらに中間にあたるギリシアの住民の特質を説き、その中でギリシアの住民は勤勉で自主性に富み、独立性が高く、知性豊かであるのでアジアのような専制的政体は生まれないと自讃的な主張した。しかしこの考えは後世にも影響した。アリストテレスも、『政治論』において自己讃美的に風土と政治形態との関連を考察し、南方の住民と北方の住民とギリシアの住民の特性論じ、その中でギリシア人は聡明で武勇に優れ、優秀な政治組織を持つことができると説いている。いずれの場合も、この時代の風土論は気候的な部分が優先され風土が人間に直接的な力を及ぼすという点が認められる。
その後中世には神学の影響で風土論は一時衰えたが、近世に入るとのフランスのジャン・ボダンではその著『共和国』（1580年）で温帯、寒帯、熱帯などに分けそれらと政治との関係を述べている。同じくフランスのモンテスキューは、その著『法の精神』（1748年）でジャン・ボダンよりもさらに細かく地域を分けて気候と国家、国民性の間に密接な関係があることを論じた。ここまできても、土地柄を規定する主因として素朴に気候が取り上げられ、風土がすなわち気候とみなされがちであるが、われわれを包み込む全環境としての風土を包括的に体系化したのは、ドイツの哲学者・ヨハン・ゴットフリート・ヘルダーであった。ヘルダー著「歴史哲学の理念」（1784年-91年）の中では、風土とは何か、そして風土が人間の心と体にいかに関係するかが重要なテーマであった。著作の中でヘルダーは「土地の高低、その性質、その産業、飲食物、産業。娯楽、衣服などはすべて風土の描き出したもの」とし、「人間にも動物にも植物にも、固有の風土がありその風土の外的作用を特有の仕方で受け止め、編みなおすものであると」説いた。すなわち、気候のみならず生活の様式や物の考え方が風土の上にあるという考えを示した。ヘルダーはこうした立場から民族の個性などを風土の側から捉えようとした。こうした人文科学的な立場からのヘルダーの風土論は後のヘーゲルの歴史哲学や、アレクサンダー・フォン・フンボルトやカール・リッターなどによる近代地理学の始まりに大きな影響を与えた。

## 近代地理学と風土論
風土論あるいは環境と人間の問題は近代地理学においても重要なテーマのひとつとなった。初期はヘルダーの影響を受けた近代地理学の父であるカール・リッターや、その後のフリードリヒ・ラッツェルなどに見られる。特にラッツェルはダーウィンの影響の元で動物学を学んでいたこともあり、歴史を進化論的に解釈しようとし、人間や国家あるいは歴史も大きな自然環境の下にあるとして人間の作用に自然環境が及ぼす事を重視し、「環境決定論者」と呼ばれるまでになった。ラッツェルの環境論（風土論）はアメリカのエレン・センプルやエルズワース・ハンティントンなどに影響を与えた。地理学者における風土の見方のほかに、地理学者らによる各個別の各地の地誌などの研究は各地の風土を把握するうえで重要なものになっていた。

## 和辻哲郎の『風土』
風土論が展開されていく中で見逃せないのが日本の哲学者・和辻哲郎が著した『風土』（1935年）である。サブタイトルに『人間学的考察』とありハイデッガーの哲学に示唆を受け、歴史への視点を場所に移して論じたものである。和辻によると「風土」は単なる自然現象ではなく、その中で人間が自己を見出すところの対象であり、文芸、美術、宗教、風習などあらゆる人間生活の表現が見出される人間の「自己了解」の方法であるという。そしてこうした規定をもとに具体的な研究例として1.モンスーン（南アジア・東アジア地域）2.砂漠（西アジア地域）3.牧場（西ヨーロッパ地域）を挙げ、それぞれの類型地域における人間と文化のあり方を把握しようとした。和辻の風土論はユニークなものとして受け入れられ、各方面に与えた影響も大きく後の比較文化論などに影響を与えた。

## オギュスタン・ベルクの風土論
オギュスタン・ベルクは和辻の風土論の影響を受け、「風土学」を発展させるかを検討した。和辻の研究は人間を中心にしたものであった。ベルクはある生き物とその特殊な世界との関係について考察するために、ヤーコプ・フォン・ユクスキュルの思想を研究し、その影響も受けた。ユクスキュルの「環世界」（Umwelt）概念と和辻の「風土」概念を比較しながら、両者の特殊な意味を明らかにした。
「風土性を生み出す、主観的なものと客観的なもの、物理的なものと現象的なもの、生態学的なものと象徴的なものとの風土的＝歴史的な結合過程」を表現するために、ベルクは「通態化」（trajection）という概念を導入した。この造語はベルクの主概念であり、個人主体から環境へ、環境から身体へという、行ったり来たりのようなプロセスを指す。ベルクの風土論は「通態化」という概念に加えて、「通態的」（trajectif）や「通態性」（trajectivité）という一連の概念を含む。